# Ditró
Ditró, másként Gyergyóditró (románul: Ditrău, németül: Dittersdorf, szászul Dittrichderf) község Romániában, Hargita megye északi részén, Szárhegy és Salamás között, a magyar nyelvi tömb határán. A Gyergyói-medence második legnagyobb települése Gyergyószentmiklós után. Cengellér és Orotva tartozik hozzá.

## Nevének eredete
A név eredete tisztázatlan, Kiss Lajos szerint a Detrejó (= Detre pataka) magyarázat nem fogadható el. Magyarázatára több kísérlet született (Dietrich német személynévből, gót és ófelnémet drohti=tekervényes szóból), de ezeket megcáfolták.

## Fekvése
A Keleti-Kárpátokban, a Gyergyói és Görgényi-havasok által pártázott Gyergyói-medence északnyugati részén fekszik. A Szárhegy felől műúton érkező, elhagyva a községet, nemsokára kilép a medencéből, és a Maros mellett kanyargó országúton folytatja útját Maroshévíz felé. A település városias jellegű, s valóban ez a medence egyetlen községe, amely csak egy ugrásnyira van a kisvárosi címtől. A helység egyik része a Ditró-patak mentén, alsóbb területei a Maros volt árterén épültek.
Gyergyószentmiklóstól 13 km-re északnyugatra a Maros, a Ditró- és a Martonka-patak törmelékkúpjain a Gyergyói-medence északi részén fekszik. Románia egyik leghidegebb települése: a fagyos napok száma évente átlagosan 175. A legalacsonyabb itt mért hőmérséklet –36,5 °C volt.
Éghajlata megegyezik a medence többi helységének éghajlatával. A tréfás megállapítás, miszerint Gyergyóban kilenc hónapig hideg van és három hónapig nincs meleg, jórészt megállja a helyét. Két lényeges tényező hordozza az időjárás sajátosságát. Az egyik a tengerszint feletti magasság (800 m), a másik a hegyek közé zárt medence-jelleg.
A napsugárzást, főként a téli és őszi hónapokban, nagyban csökkenti a felhőréteg és a medencébe beszoruló köd. Ezért van az a jelenség, amikor télen a medence alsóbb területein nedves hideg van, a környező hegyeken a sízők napfürdőznek. Uralkodó a nyugati, északnyugati irányból fújó nedves óceáni légtömegeket hozó szél, és az északkeleti száraz kontinentális légáram. A domborzati viszonyok módosítják és sajátossá teszik ezeket az uralkodó széljárásokat. A hideg légtömegek, melyek északkeletről törnek be a medencébe, sokszor hosszú ideig megülik azt és zúzmarás köd kíséretében alacsonyan tartják a hőmérsékletet. A sokévi átlaghőmérséklet 5,1 °C, és Románia, de Európa egyik hidegpólusaként is nevezetes. A minimum és maximum hőmérsékletek szélsőséges, kontinentális jellegűek. Az évi középhőmérséklet-ingadozás 24,8 °C, de főként nyáron észleltek 25 °C-os napi ingadozást is. Eddig a legalacsonyabb hőmérsékletet 1929. február 11-én itt mérték. A fagyos napok száma évente eléri a 175-öt és 25 °C fölötti érték évente csupán 41 napig észlelhető. A sokévi csapadékmennyiség jóval kisebb, mint az a tengerszint feletti magasságból adódna. Az év legcsapadékosabb időszaka május, június és július első fele, míg a legalacsonyabb csapadékszintet az őszi hónapokban, valamint februárban és márciusban mérik, ami nemritkán heves záporok formájában hull alá, olykor tetemes anyagi károkat okozva. A hótakaró átlagban 180–200 napig marad meg a hegyekben.
Annál érdekesebb a ditrói alkáli masszívum mint földtani képződmény. Geokémiai, ásványtani és kőzettani változatossága különleges. 124 ásványváltozat található itt, közülük sok ritka ásvány. A kék szodalitos és kankrinites nefelinszienitet a szakirodalomban itt írták le először (F. Zirkel, 1866) és ditroit néven ismerik ma szerte a világban. A Ditrói-tömb a vegyi elemek valóságos eldorádója, hisz a Mengyelejev-féle periódusos rendszer majd minden eleme megtalálható itt, kezdve a lítiumtól a lantanoidákig, a cirkóniumtól és hafniumtól a tantálig és nióbiumig. A Ditrói tömzs legfontosabb hasznosítható eleme a molibdén, amihez ritkaföldfémfajták, esetenként ólom és cink társulnak.
A község életében a Marosnak csupán a tutajozás virágzása idején volt nagyobb jelentősége. Annál számottevőbb a Ditró-patak szerepe, mely észak-dél irányba áthalad a településen és a vízellátás szempontjából nagy jelentőséggel bír. Az első vízimalom 1617-ben létesült, amely famegmunkálásra és gyapjútisztításra is alkalmas volt. A hagyomány szerint itt katonáskodó ditrói ezermester készítette. Már 1626-ban a szárhegyi Lázár István főkirálybíró Fülöp Balázs ditrói lófőnek cserébe ad egy ditrói jószágot, amelyen fűrészmalom is van. 1721-ben a ditrói malomjövedelem 170 forint. Az 1820-as urbárium szerint a malmok száma Ditróban 6, „melyek fogyatkozás nélkül vannak”. A malmok száma 1920 körül volt a legnagyobb. Ezek mind a Ditró-patak déli ágán helyezkedtek el, és a helyi lakosoknak őröltek. Orotva település az 1780-as években kezd kialakulni Ditró határában. Vitos Mózes szerint a lakosság főjövedelme 1896 körül a deszkametszés, ami több fűrészmalom létét feltételezi. 1930-ban két fűrészmalom és két lisztelő malom létezett itt, utóbbiak a helybelieknek őröltek. A 19. század második felében és a 20. század elején Gyergyószentmiklóson élt a molnárságnak egy sajátos intézménye. Ezt Mónártársulatnak nevezték. A társulat feladata a víz kezelésének ellenőrzése, a vízelosztási viták elintézése és a téli jegelés megszervezése volt. Vezetői a mónárbíró és a jegyző voltak. A küldöncöt pógárnak nevezték. Ezeket az újévi gyűlésen választották meg. Ugyanakkor tárgyalták meg a molnárok vízhasználati kihágásait is. A molnárbíró feladata volt a jegelések ellenőrzése, a jegelési szakaszok kimérése, a molnárok közt felmerült viták elintézése. Felszólítására a molnárok kötelesek voltak éjjel is kivonulni jegelni vagy szajt hajtani. A jegyző végezte az írásbeli teendőket, kezelte a társaság iratait és a pénzt. A polgár pedig a küldöncszolgálatot teljesítette. Ezenkívül télen a molnárbíró által kijelölt sorrendben, naponként felváltva minden molnár ellátta a hányatópásztori szolgálatot, vagyis mindennap az egész árokszakaszt végigjárta és ellenőrizte a jegeléseket. A jegelést el nem végzőket megbüntették, megzálogolták. Egyszeri büntetés egy korona volt. Ha az illető nem fizetett, zálogot vettek. A zálogtárgyakat újévkor elárverezték. Ha új molnár jött a faluba, annak öt forint belépti díjat kellett fizetnie. Ha a társaságba nem lépett be, nem engedték őrlőt gyűjteni. A belépési díjakból és a büntetésekből fizették a társulat kiadásait, valamint a molnárbíró, a jegyző és a polgár tiszteletdíját. Előbbi rendszerint két forintot, utóbbi kettő 1-1 forintot kapott. Ditróban az utolsó molnárbíró Ghinda Mihály volt.

## Története

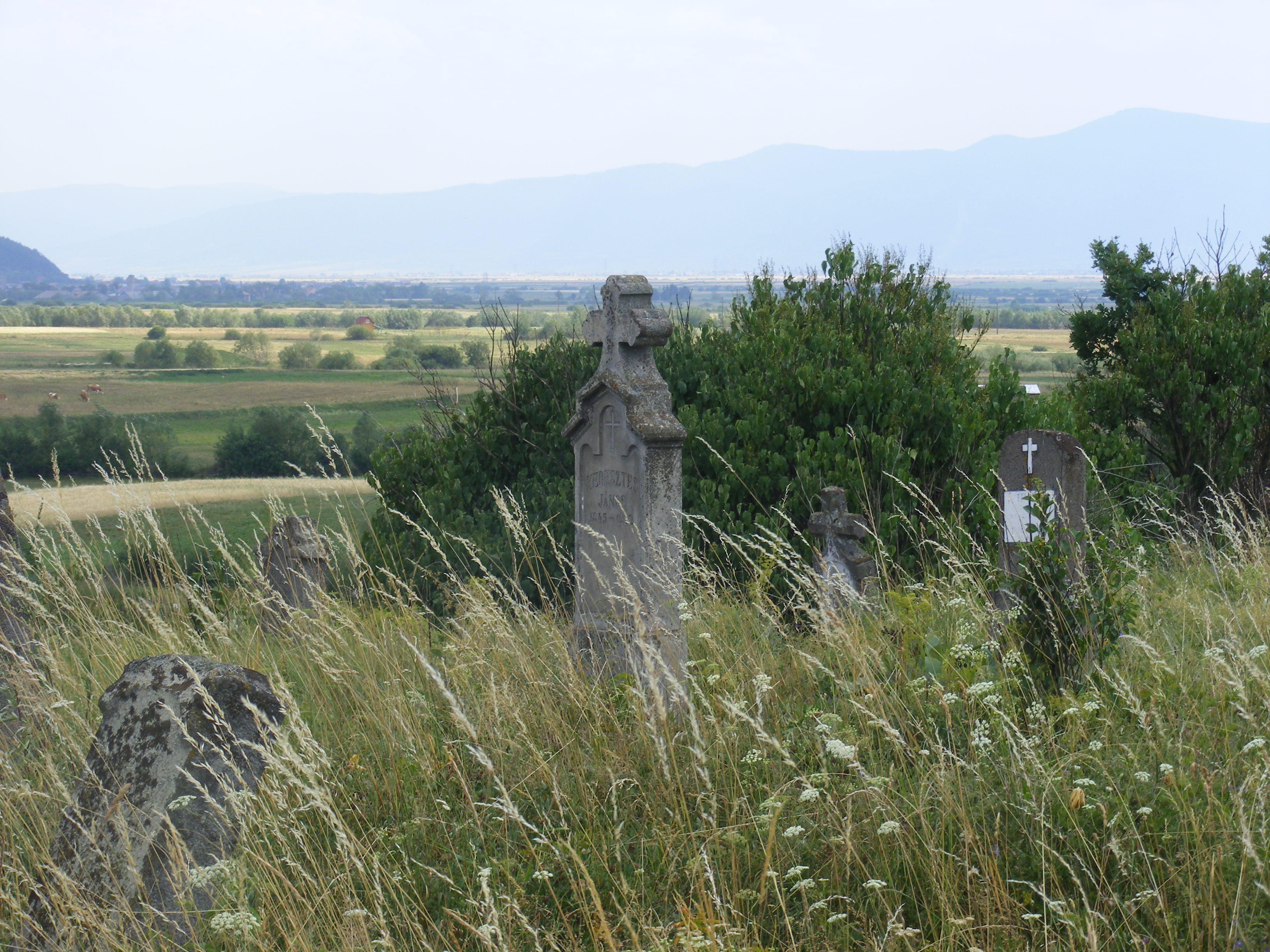
A ditrói régi temető maradványa

Ditró Szárhegy kirajzásából keletkezett a 15. században. A hagyomány úgy tartja, hogy a falu alapítása a később igen népesre duzzadt Csibi család (másképpen Csiby, Csibay stb.) nevéhez fűződik, ily módon tehát ők tekinthetők a falu alapítóinak. Feljegyzések vannak arról is, hogy a mai ditrói Szent Katalin-templom helye is e család birtoka volt, majd a római katolikus egyháznak adományozták azt, templomépítés céljából.
Az 1567-es regestrumban Gyitro néven 26 kapuval van bejegyezve. Bethlen Gábor fejedelem megbízottai 1614-ben 52 családot találtak itt: 6 gyalog-, 26 szabad székely-, 3 ős- és 10 fejekötött jobbágy, 7 zsellér és 2 külső szolga volt a településen. 1721-ben már 99 lófő és gyalogos, 24 jobbágy, 1 kóborló, összesen 124 család lakja.
Az 1716–1717-ben pusztító pestisnek az akkor másfélezernyi lakost számláló Ditróban majdnem 700-an estek áldozatul. Azonban egy 1773-ban keletkezett határőri kimutatás már 356 családfőt, és 840 fiúgyermeket tüntetett fel, ami 2400 lelkes települést jelentett. A népességgyarapodás folyamatosan tartott és az 1900-as népszámlálás 6151, míg az 1930-as 6785 főt írt össze. Lélekszámban már a 19. században utolérte Szárhegyet, míg napjainkra a másfélszeresére haladt.
1829-ben a királytól már egy Bécsben kelt oklevél nyomán két országos sokadalmat és keddnapi hetivásár jogot szerzett. Már 1868-ban a ditróiak folyamodványban kérték, hogy a rendezett tanáccsal ellátott városok sorába kerülhessen a település. Ebben az időben Ditró a környék komoly gazdasági tényezőjévé vált.
Az 1848-49-es szabadságharcban 19 ditrói résztvevőről van feljegyzés Bem József erdélyi hadseregében. Az I. világháború 235, a II. világháború 107 áldozatot követelt a település lakói közül.

## Demográfia
2011-ben Ditrót 5483-an lakták, ebből 5379 fő (98%) magyar, 38 fő román, 2 fő cigány és 1 fő német volt. További 63 személy nemzetisége ismeretlen, nem tartózkodtak otthon a népszámlálás ideje alatt. Vallási hovatartozás szerint a település 97%-a, 5312 fő római-katolikus vallású, kis számban jelen vannak még reformátusok (46 fő), ortodoxok (39 fő), unitáriusok (6 fő), 10 fő pedig vallás nélkülinek vagy ateistának deklarálta magát.

## Látnivalók

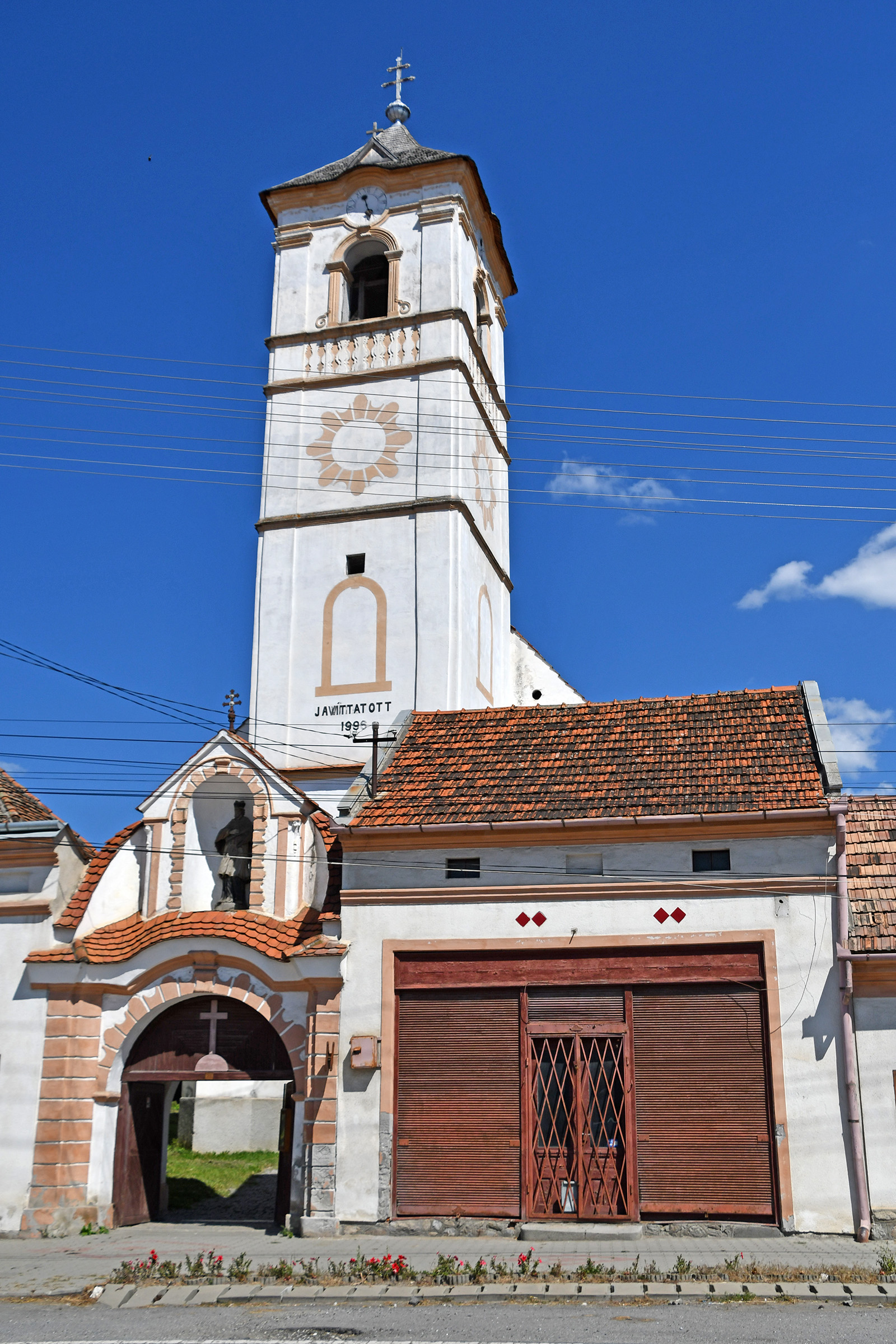
A Szent Katalin-templom

- Barokk római katolikus Szent Katalin-temploma egy korábbi, feltehetően Szárhegyhez tartozó kis kápolna helyére épült a 17. században. 1653-ban emelt tornyát 1712-ben megmagasították, 1746 és 1757 között a templomot újjáépítették, egykor erődített fal vette körül, ebből mára jóformán csak a kapu maradt.
- Mellette áll a 75 m magas 1908–1913 között épült neogótikus nagytemplom, amely Románia ötödik legmagasabb temploma, egyben az ország legmagasabb kéttornyú temploma. A templom 5000 fő befogadására képes. Jelenlegi 2,2 tonnás nagyharangja, a székelyudvarhelyi harangöntő, Lázár Imre munkája.
- Határában kékes színárnyalatú gránitkemény kőzet fordul elő, melyet a községről ditroitnak neveztek el.

## Híres emberek
- Puskás Tivadar 1844. szeptember 17-én született Pesten, a nemesi származású ditrói Puskás Ferenc hajózási vállalkozó és felesége Agricola Mária első gyermekeként. Tiszteletére szakképző líceumot neveztek el róla a település központjában.
- Itt született 1876-ban Siklódy Lőrinc szobrászművész.
- Itt született 1886-ban Vendl Aladár geológus.
- Itt született 1888-ban Csiby Andor helytörténész.
- Itt született 1890-ben Vendl Mária mineralógus, természettudós, egyetemi tanár.
- Itt született 1909-ben Bajkó Erzsébet, Taufferné író, újságíró.
- Itt született 1927-ben Tarisznyás Márton néprajzkutató.
- Itt született 1936-ban Gaál András grafikus és festőművész.
- Itt született 1947-ben Vencser László római katolikus teológiai író.
- Itt született 1960-ban Kelemen László zeneszerző, folklorista, a Hagyományok Háza igazgatója.
- Itt született 1963-ban Filip Ignác-Csaba, a Csíkszeredai Régizene Fesztivál Művészeti vezetője, adjunktus[7]
- Itt született 1964-ben Tötszegi Tekla magyar néprajzkutató.
- Itt született 1965-ben Kolozsi Tibor szobrász.
- Itt született 1967-ben B. Fülöp Erzsébet színész

## Testvérvárosok
- Bátaszék, Magyarország
- Budajenő, Magyarország
- Kamut, Magyarország